# (17108) Patricorbett
(17108) Patricorbett est un astéroïde de la ceinture principale.

## Description
(17108) Patricorbett est un astéroïde de la ceinture principale. Il fut découvert le 10 mai 1999 à Socorro (Nouveau-Mexique) par LINEAR. Il présente une orbite caractérisée par un demi-grand axe de 2,89 UA, une excentricité de 0,03 et une inclinaison de 2,3° par rapport à l'écliptique.

## Compléments